# Michael Healy
Pour les articles homonymes, voir Healy (homonymie).
Michael John Romer Healy (26 novembre 1923 - 17 juillet 2016) est un statisticien britannique connu pour ses contributions à la statistique numérique (en), l'auxologie, les statistiques et le contrôle qualité en laboratoires et des méthodes d'analyse de données longitudinales, entre autres domaines.

## Carrière
Il est professeur de statistique médicale (en) à la London School of Hygiene and Tropical Medicine de 1977 jusqu'à sa retraite. La Royal Statistical Society lui décerne la médaille Guy en argent, en 1979, et en or en 1999, et il est également le président de sa section médicale. Il est l'auteur ou le co-auteur de trois livres et plus de 200 articles scientifiques.
Il est décédé le 17 juillet 2016, à l'âge de 92 ans.

## Livres
- Assessment of Skeletal Maturity and Prediction of Adult Height (TW2Method) (avec J. M. Tanner, R. H. Whitehouse, W. A. Marshall et H. Goldstein), Academic Press, London, 1975 (2nde édition en 1983, avec en sus N. Cameron).  (ISBN 978-0-7020-2511-2).
- Matrices for Statistics, Oxford University Press, Oxford, 1986.  (ISBN 978-0-19-850702-4).
- GLIM (en) : an Introduction, Oxford University Press, Oxford, 1988.  (ISBN 978-0-19-852213-3).